# Хіраїдзумі

38°59′12″ пн. ш. 141°6′51″ сх. д. / 38.98667° пн. ш. 141.11417° сх. д.
Хіраїдзу́мі (яп. 平泉町, ひらいずみちょう, МФА: [çiɾa.id͡zumʲi t͡ɕoː]) — містечко в Японії, в повіті Нісі-Івай префектури Івате.

## Короткі відомості

Золотий храм монастиря Тюсондзі

Хіраїдзумі розташоване в південно-західній частині префектури, на берегах річки Кітакамі. Містечко виникло в 10 столітті як самурайське укріплене поселення. З 11 століття Хіраїдзумі було резиденцією роду муцівських Фудзівара, метисованих японцями нащадків автохтонів еміші. Голови цього роду були адептами амідаїзму й прагнули перетворити свої володіння на «Чисту землю», буддистський рай на землі. На початок 12 століття Хіраїзумі було найбільшим населеним пунктом усієї Північної Японії. Старожитностями містечка фудзіварівської епохи є
буддистські монастирі Тюсондзі, Моцудзі, усипальниця роду Фудзівара та мумуї його керманичів. Станом на 1 жовтня 2007 площа містечка становила 63,39 км². Станом на 1 вересня 2008 населення містечка становило 8546 осіб.